# Scorpaena brevispina
Scorpaena brevispina — вид скорпеноподібних риб роду Скорпена (Scorpaena) родини скорпенових (Scorpaenidae).

## Поширення
Вид зустрічається на півночі Тихого океану біля берегів Японії.

## Опис
Риба дрібного розміру, завдовжки лише 11,6 см.

## Спосіб життя
Це морський, субтропічний, демерсальний вид, що мешкає на піщаному дні на глибині 30-45 м. Активний хижак, що живиться дрібною рибою та ракоподібними.